# Buteo albonotatus
Buteo albonotatus là một loài chim trong họ Accipitridae.

## Hình ảnh

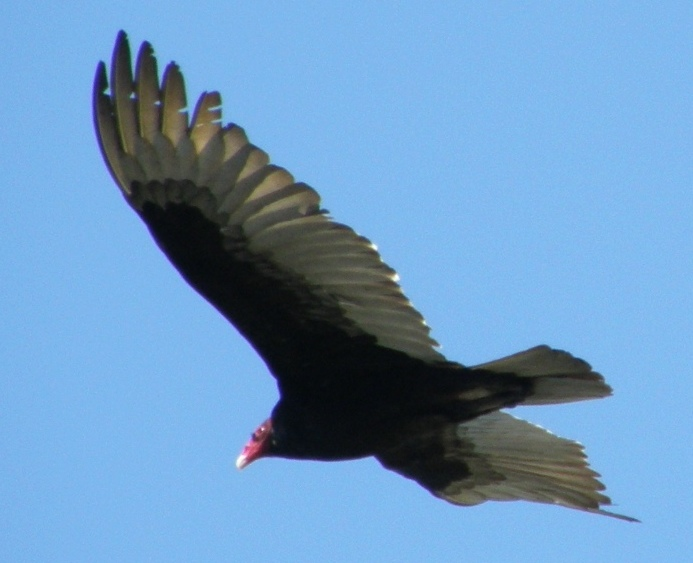
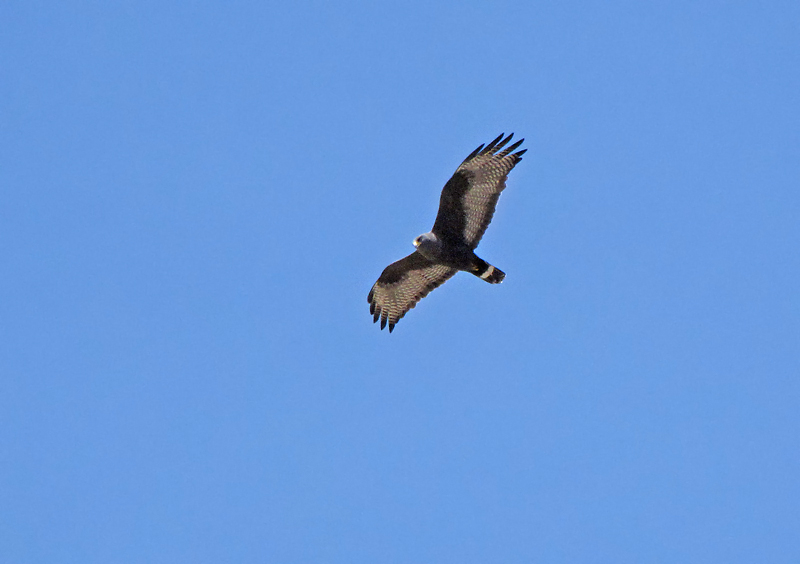